# Braxton Bragg
Braxton Bragg (Warrenton, Carolina del Norte, 22 de marzo de 1817-Galveston, Texas, 27 de septiembre de 1876) fue un oficial militar estadounidense del ejército confederado en la guerra civil estadounidense.

## Primeros años
Braxton Bragg era de origen humilde. Sus padres fueron Thomas Bragg y Margaret Crossland Bragg y tuvo cinco hermanos. Durante su juventud él tuvo las ansias de ser aceptado en las clases altas, lo que contribuyó a querer ser militar. Por ello entró en West Point y se graduó allí en 1837. 
Después de su graduación Bragg prestó servicio en las Guerras semínolas y la Guerra de México. Por sus servicios Bragg obtuvo el rango de Coronel. En 1856 él dimitió  y empezó cultivar azúcar en una plantación en Luisiana. 

## Guerra de Secesión
Cuando Carolina del Norte se separó, él se unió al ejército confederado y luchó en la guerra civil estadounidense. Al principio fue general de brigada en ese ejército. Luego fue ascendido a general en 1862 durante la Batalla de Shiloh y en junio de 1862 reemplazó a  Pierre T. Beauregard  como comandante del Ejército de Tennessee.
Como comandante de ese ejército Braxton Bragg luchó en la Batalla de Perryville, la Batalla de Stone River y lideró a sus tropas a la victoria en la Batalla de Chickamauga. Sus fuerzas sin embargo fueron acorraladas por las tropas de la Unión en Chattanooga y fueron derrotadas. Bragg fue por ello relevado de su cargo pero designado como consejero militar por el presidente confederado Jefferson Davis. Estuvo con él, cuando fue capturado en Georgia el 9 de mayo de 1865.

## Vida posterior
Durante la guerra su plantación fue arrasada. Por ello él se ganó la vida después de la guerra siendo ingeniero civil en Alabama y luego en Texas.